# 促進区域
促進区域（そくしんくいき）とは、通常は都市計画法第十条の二第1項に定められた都市開発などを促進するために定められる区域のこと。都市計画法第15条によって促進区域の都市計画決定の主体を市町村としている。また促進区域は、市街化区域か、または区域区分が定められていない区域つまり都市計画区域#線引きにある非線引き区域において、都市計画事業として定めることが都市計画法第13条第1項第8号で謳われている。
現在促進区域の種類は4種類ある。具体的な内容は、それぞれの法律によって規定されている。
市街地再開発促進区域
ソララやシティタワー仙台など全国で幾つか指定なされている。都市再開発法第7条第1項の規定によるが、このついては、市街地再開発法第7条の2でその促進区域内の宅地の所有者または借地権者ができるだけ速やかに第一種市街地再開発事業などを施行するよう努めなければならないとしており、それでも、5年以内に自主的再開発が行なわれない場合等には、市町村（または都道府県）が第一種市街地再開発事業を施行することが予定されている。また、促進区域では建築行為を規制し、本来の事業への移行を促す措置規定がなされているので、移転除却が容易にできる建築物の建築であっても、市街地再開発法第7条の4で知事や市長といった首長の許可を必要としている。
土地区画整理促進区域
大都市地域における住宅及び住宅地の供給の促進に関する特別措置法第5条第1項の規定による。四條畷都市計画事業田原特定土地区画整理土地区画整理促進区域事業など全国各地で実施され、土地区画整理事業一覧でかっこ書きに「促進区域」と記載されているのが該当区域。
住宅街区整備促進区域
大都市地域における住宅および住宅地の供給の促進に関する特別措置法第24条第1項で規定
拠点業務市街地整備土地区画整理促進区域
地方拠点都市地域の整備および産業業務施設の再配置の促進に関する法律第19条第1項 の規定による